# Арпачово
Арпачово (рос. Арпачёво) — присілок в Торжоцькому районі Тверської області Російської Федерації.
Населення становить 50 осіб. Входить до складу муніципального утворення Яконовське сільське поселення.

## Історія
Від 2005 року входить до складу муніципального утворення Яконовське сільське поселення.

## Населення
| 1859 | 1884 | 2002 | 2010 |
| ---- | ---- | ---- | ---- |
| 368  | ↗388 | ↘47  | ↗50  |